# Slavospev za Leibowitza
Slavospev za Leibowitza (v izvirniku angleško A Canticle for Leibowitz) je znanstvenofantastični roman ameriškega pisatelja Walterja M. Millerja ml., ki je prvič izšel leta 1960. Delo temelji na treh kratkih zgodbah, ki jih je avtor pred tem objavil v znanstvenofantastični reviji The Magazine of Fantasy & Science Fiction in je edini roman, ki je izšel za časa njegovega življenja. V slovenskem prevodu je izšel leta 1999 v zbirki Blodnjak (COBISS).
Zgodba je postavljena v postapokaliptično prihodnost v Združenih državah Amerike, natančneje rimskokatoliškem samostanu Albertinskega reda sv. Leibowitza na jugozahodu ZDA. Začne se nekaj sto let po jedrskem holokavstu, ki je uničil civilizacijo, in v časovnem razponu približno 1200 let opisuje njeno obnovo. Proces je opisan skozi oči menihov v tem samostanu, ki si po razpadu družbe prizadevajo ohraniti ostanke človeškega znanja.
Slavospev za Leibowitza je leta 1961 prejel nagrado Hugo za najboljši roman. Deležen je bil tudi nenavadno velike pozornosti nespecializiranih (»mainstream«) medijev, kar je bilo za znanstvenofantastično delo tistega časa redkost. Začetni odzivi so segali od izrazito pozitivnih do izrazito negativnih, sčasoma pa je pridobil status klasike in velja danes za enega najboljših romanov s postapokaliptično tematiko.